# Stanislav Kliman
Stanislav Kliman (9. dubna 1926 – ???) byl slovenský a československý politik Komunistické strany Slovenska a poúnorový poslanec Národního shromáždění ČSR.

## Biografie
Ve volbách roku 1954 byl zvolen do Národního shromáždění za KSS ve volebním obvodu Nová Baňa-Kremnica. V parlamentu zasedal do konce jeho funkčního období, tedy do voleb v roce 1960.